# Cabranes
Cabranes is een gemeente in de Spaanse provincie en regio Asturië met een oppervlakte van 38,31 km². Cabranes telt 1.052 inwoners (1 januari 2016).

## Demografische ontwikkeling
Bron: INE, 1857-2011: volkstellingen